# جون هنتر (سياسي أمريكي)
جون هنتر (بالإنجليزية: John Hunter)‏ هو شخصية أعمال وسياسي أمريكي، ولد في 4 أغسطس 1778، وتوفي في 12 سبتمبر 1852. نشط حزبياً في الحزب الديمقراطي. وقد انتخب عضو مجلس ولاية نيويورك.